# Переспать, жениться, убить
«Переспать, жениться, убить» (англ. F*** Marry Kill) — американский комедийный триллер с элементами ужасов, снятый режиссёром Лаурой Мёрфи. Главные роли исполнили Люси Хейл, Вирджиния Гарднер, Брук Невин и ДжейАр Тинако.
Фильм был выпущен сразу на DVD, Blu-Ray и VOD компанией Lionsgate Premiere 7 марта 2025 года и собрал $17.6 тысяч с продаж.

## Сюжет
В центре сюжета находится молодая девушка Ева, которая пользуется большой популярностью среди мужчин и имеет сразу трёх поклонников. Но однажды всё меняется: в городе обьявляется маньяк, который убивает женщин с помощью приложения для знакомств. Ева начинает подозревать, что маньяком может оказаться один из её бойфрендов, но вот какой именно — неизвестно.

## В ролях
| Актёр              | Роль   |
| ------------------ | ------ |
| Люси Хейл          | Ева Во |
| Вирджиния Гарднер  | Келли  |
| Брук Невин         | Валери |
| Бетани Браун       | Робин  |
| ДжейАр Тинако      | Энтони |
| Джедидайя Гудакр   | Кайл   |
| Самер Салем        | Норман |
| Брендан Морган     | Митч   |
| АрДжей Фезерстонхо | Джейк  |
| Треноди Цай        | Лайла  |
| Шонесси О’Брайэн   | Кайла  |
| Эдем Ньямади       | Брэд   |

## Производство
Режиссёром выступила Лаура Мёрфи по сценарию Ивана Диаса, Дэна Шейнкмана и Меган Браун. Продюсерами стали Ричард Алан Рид, Майкл Филип и Джейсон Моринг.
Съёмки фильма были завершены в начале 2023 года.

## Релиз
Изначально «Переспать, жениться, убить» должен был выйти в кинопрокате и VOD 6 декабря 2024 года.
Однако, за несколько дней до релиза, компания Lionsgate Premiere перенесла премьеру на 7 марта 2025 года, чтобы премьера фильма в США соответствовала его релизу в остальном мире. Однако цифровые магазины и PVOD не были проинформированы об изменении релиза и фильм был выпущен 6 декабря, но вскоре был удалён спустя несколько часов.